# Баранов Олександр Миколайович
Бара́нов Олекса́ндр Микола́йович (11 серпня 1864, місто Вятка — †20 грудня 1935, місто Москва) — російський письменник, публіцист, громадський діяч.
Навчався у В'ятському реальному училищі. Співпрацював у видавництві «Самарська газета», «Нижньогородський листок», «Волгарь», «Казанський вісник», «В'ятський край». Видав декілька книг, в тому числі «Осінь» (1891), яка отримала позитивні відгуки Лева Толстого. Разом з О. М. Жирновим підняв питання про Мултанську справу в друк, привернув до захисту удмуртів села Старий Мултан Володимира Короленка. Співавтор 2-го (Єлабуга, 1895) та автор 3-го (Мамадиш, 1896) судових звітів по справі, автор публіцистичних викриттів несправедливого обвинувачення. Йому належить значна роль в створенні навколо справи громадської думки.

### Твори
- Дело мултанских вотяков, обвинявшихся в принесении человеческой жертвы языческим богам. М., 1896.